# Суш (гмина)
Суш (пол. Susz) — городско-сельская гмина (волость) в Польше, входит как административная единица в Илавский повет, Варминьско-Мазурское воеводство. Население — 12 872 человека (на 2018 год).

## Демография
Данные 2018 года:
| Перепись  | Всего   | Всего | Мужчины | Мужчины | Женщины | Женщины | Плотность населения |
| --------- | ------- | ----- | ------- | ------- | ------- | ------- | ------------------- |
| Единицы   | человек | %     | человек | %       | человек | %       | чел./км²            |
| Население | 12 872  | 100   | 6508    | 50,6    | 6364    | 49,4    | 50                  |
| Городское | 5586    | 43,4  | 2774    | 49,7    | 2812    | 50,3    | 837                 |
| Сельское  | 7286    | 56,6  | 3734    | 51,2    | 3552    | 48,8    | 29                  |

## Сельские округа
1. Адамово
2. Бабенты-Вельке
3. Балошице
4. Броново
5. Брусины
6. Хелмжыца
7. Червона-Вода
8. Домбрувка
9. Эмилианово
10. Фалькново
11. Грабовец
12. Якубово-Киселицке
13. Янушево
14. Явты-Мале
15. Явты-Вельке
16. Каменец
17. Кшивец
18. Любновы-Мале
19. Любновы-Вельке
20. Михалово
21. Нипкове
22. Ольбрахтово
23. Ольбрахтувко
24. Пётрково
25. Редаки
26. Ружново
27. Рудники
28. Ульново
29. Жаковице

## Поселения
1. Бабенты-Мале
2. Балошице-Мале
3. Болешув
4. Борнице
5. Брусины-Мале
6. Долина
7. Фабянки
8. Фалькново-Мале
9. Хута
10. Яново
11. Каролево
12. Лисец
13. Ружа
14. Ружанки
15. Румунки
16. Ставец
17. Виснювек
18. Вондолы
19. Зелень
20. Зофювка

## Соседние гмины
1. Гмина Илава
2. Гмина Киселице
3. Гмина Прабуты
4. Гмина Стары-Дзежгонь
5. Гмина Залево